# Chung Kuo, Cina
Chung Kuo, Cina è un film documentario del 1972 diretto da Michelangelo Antonioni.
"Chung Kuo" è una delle traslitterazioni di 中国 (Zhōngguó) il nome in cinese della Cina.

## Produzione
Nel 1972, al culmine della rivoluzione culturale maoista, il governo cinese invita Michelangelo Antonioni a fare un documentario sulla Nuova Cina. Il regista va otto settimane con una troupe cinematografica a Pechino, Nanchino, Suzhou, Shanghai, e nella Provincia di Hunan. Il documentario fu girato in 16mm. con una camera Eclair NPR e una ArriflexBL 16mm. Per i limiti imposti dalla Cina le previste 8 settimane di riprese si ridussero a soli 22 giorni con fino a 80 inquadrature al giorno e 30mila metri di pellicola.

## Distribuzione
È stato proiettato per la prima volta negli Stati Uniti nel dicembre del 1972 ed è stato trasmesso dalla Rai in tre puntate tra il gennaio e il febbraio dell'anno seguente.
Il film è stato proiettato per la prima volta in Cina solo nel 2002 presso l'Istituto del Cinema di Pechino.

## Accoglienza
La moglie di Mao, Jiang Qing, scatena una violenta campagna contro il film, accusando Antonioni di crimini controrivoluzionari e anti-cinesi: la critica al film si trasforma immediatamente nell'ennesima occasione per Jiang e la banda dei Quattro di criticare Zhou Enlai, fautore della politica di apertura verso l'Occidente che aveva permesso ad Antonioni di girare il documentario.